# Svetko Kobal
Svetko Kobal - Florijan (tudi Cvetko Kobal), slovenski gospodarstvenik in bančnik, * 15. december 1921, Škofja Loka, † 4. februar 2010.

## Življenje in delo
Izhaja iz znane loške družine iz Škofje Loke. Na začetku 2. svetovne vojne se je takoj aktivno vključil v narodnoosvobodilno borbo, decembra 1941 je organiziral uspešen napad na nemške zapore na Loškem gradu. Januarja 1942 je bil aretiran in bil zaprt v najhujših nemških taboriščih: Begunje, Auschwitz, Mauthausen idr. Bil je zadnji preživeli moški v Sloveniji med taboriščniki iz Mauthausna. Spomladi 1944 je pobegnil in se ponovno vključil v partizanske enote.
Od leta 1954 do 1958 je bil predsednik skupščine mestne občine Škofja Loka. V tem času so bila ustanovljena mnoga loška podjetja: LTH, Tehnik, Termika, Jelovica idr., moderniziran je bil Lahov most pri Šeširju in most proti Trati. Odločilno je podprl izid Loških razgledov. 
Kasneje je strokovno deloval na finančnem in gospodarskem področju. Med drugim je bil od leta 1967 do 1970 republiški sekretar za gospodarstvo, bil je prvi guverner Banke Slovenije (od leta 1972 do 1976).
Ves čas je aktivno deloval tudi v Muzejskem društvu Škofja Loka. V zadnjih letih je bil kljub visoki starosti predsednik nadzornega odbora in član uredniškega odbora Loških razgledov, v zadnjem mandatu je bil član častnega razsodišča. Leta 1993 je bil imenovan za častnega člana. Univerza v Ljubljani mu je na predlog Ekonomske fakultete 1979 podelila svečano listino in plaketo.
Decembra 2006 mu je predsednik Republike Slovenije Janez Drnovšek podelil visoko državno odlikovanje zlati red za zasluge.